# Richard Neudecker
Richard Neudecker (Altötting, 29 ottobre 1996) è un calciatore tedesco, centrocampista del Saarbrücken.

## Caratteristiche tecniche
È un centrocampista centrale.

## Carriera

### Club
Cresciuto nel settore giovanile del Monaco 1860, ha esordito in prima squadra il 27 ottobre 2015 disputando l'incontro di ÖFB-Cup vinto 2-1 contro il Magonza.
Nell'estate del 2016 si è trasferito a parametro zero al St. Pauli.

### Nazionale
Ha giocato nelle nazionali giovanili tedesche Under-16, Under-17, Under-18 ed Under-19.

## Statistiche
Statistiche aggiornate al 4 aprile 2019.

### Presenze e reti nei club
| Stagione              | Squadra               | Campionato            | Campionato | Campionato | Coppe nazionali | Coppe nazionali | Coppe nazionali | Coppe continentali | Coppe continentali | Coppe continentali | Altre coppe | Altre coppe | Altre coppe | Totale | Totale | Totale |
| Stagione              | Squadra               | Comp                  | Pres       | Reti       | Comp            | Pres            | Reti            | Comp               | Pres               | Reti               | Comp        | Pres        | Reti        | Pres   | Reti   |        |
| --------------------- | --------------------- | --------------------- | ---------- | ---------- | --------------- | --------------- | --------------- | ------------------ | ------------------ | ------------------ | ----------- | ----------- | ----------- | ------ | ------ | ------ |
| 2014-2015             | Monaco 1860 II        | RL                    | 20         | 6          |                 | -               | -               |                    | -                  | -                  |             | -           | -           | 20     | 6      |        |
| 2015-2016             | Monaco 1860 II        | RL                    | 5          | 3          |                 | -               | -               |                    | -                  | -                  |             | -           | -           | 5      | 3      |        |
| Totale Monaco 1860 II | Totale Monaco 1860 II | Totale Monaco 1860 II | 25         | 9          |                 | -               | -               |                    | -                  | -                  |             | -           | -           | 25     | 9      |        |
| 2015-2016             | Monaco 1860           | 2L                    | 6          | 0          | CG              | 2               | 0               |                    | -                  | -                  |             | -           | -           | 8      | 0      |        |
| 2016-2017             | St. Pauli II          | RL                    | 16         | 5          |                 | -               | -               |                    | -                  | -                  |             | -           | -           | 16     | 5      |        |
| 2017-2018             | St. Pauli II          | RL                    | 4          | 0          |                 | -               | -               |                    | -                  | -                  |             | -           | -           | 4      | 0      |        |
| 2016-2017             | St. Pauli             | 2L                    | 8          | 0          | CG              | 0               | 0               |                    | -                  | -                  |             | -           | -           | 8      | 0      |        |
| 2017-2018             | St. Pauli             | 2L                    | 20         | 4          | CG              | 0               | 0               |                    | -                  | -                  |             | -           | -           | 20     | 4      |        |
| 2018-2019             | St. Pauli             | 2L                    | 15         | 2          | CG              | 1               | 1               |                    | -                  | -                  |             | -           | -           | 16     | 3      |        |
| Totale carriera       | Totale carriera       | Totale carriera       | 94         | 20         |                 | 3               | 1               |                    | -                  | -                  |             | -           | -           | 97     | 21     |        |